# Tony Tucker
Tony Tucker (Grand Rapids, 27 dicembre 1958) è un ex pugile statunitense appartenente alla categoria dei pesi massimi.

## Biografia
Era soprannominato TNT Tucker, dal nome del trinitrotoluene.

## Carriera
Ebbe una brillante carriera amatoriale, riportando 115 vittorie in 121 incontri e vincendo la medaglia d'oro ai Giochi Panamericani del 1979. Acquisì fama internazionale nel 1987, anno in cui sfidò James Douglas per il titolo mondiale dei massimi in versione IBF. L'incontro, disputatosi il 30 maggio a Las Vegas, lo vide prevalere con un knockout tecnico alla decima ripresa. La sera stessa, Mike Tyson vinse contro Pinklon Thomas la versione WBA del titolo: i due si sfidarono così 9 settimane dopo, il 1º agosto, per la riunificazione della corona. Tucker vantava in quel momento 35 vittorie, di cui 30 prima del limite, in altrettanti incontri. Prima della sfida, dichiarò di ritenersi sfavorito.
Riuscì invece a resistere in piedi contro Tyson per 12 riprese, cedendo soltanto ai punti. Tucker risulta così essere il pugile che ha detenuto un titolo mondiale per minor tempo, ovvero 63 giorni. Altri incontri importanti della sua carriera - entrambi persi - furono contro Lennox Lewis (8 maggio 1993) e Bruce Seldon (8 aprile 1995).